# Volksbank Köln Bonn
Die Volksbank Köln Bonn eG ist eine Genossenschaftsbank mit Sitz in Bonn. Sie gehört zu den größten Volksbanken im Rheinland und liegt unter allen deutschen Volksbanken und Raiffeisenbanken auf Rang 29 nach Bilanzsumme. Ihr Geschäftsgebiet umfasst die Stadtgebiete von Köln und Bonn sowie den Rhein-Sieg-Kreis.
Die Volksbank Köln Bonn eG entstand zum 1. Januar 2017 aus dem Zusammenschluss der Kölner Bank eG und der Volksbank Bonn Rhein-Sieg eG.

## Geschichte
Ältestes der beiden Vorgängerinstitute war die am 27. September 1867 ins Genossenschaftsregister zunächst als „Kölner Vorschuss- und Creditverein e. G.“ eingetragene Kölner Bank eG. Ab 16. März 1869 hieß sie „Kölner Gewerbebank e. G.“, diese wurde im September 1923 in eine Aktiengesellschaft umgewandelt. Im Jahre 1960 fand die Umfirmierung in den Namen „Kölner Bank von 1867 e. G.“ statt. Die Zahl der Mitglieder belief sich während der Währungsreform im Juni 1948 auf 2300, im Dezember 1966 betrug sie 10200; dabei wuchs die Bilanzsumme von 3,2 Millionen DM auf 180 Millionen DM. Die Bank bezog im April 1991 das „IBM-Hochhaus“ am Hohenzollernring Nr. 31–35 mit 11.000 Quadratmetern Nutzfläche.
Am 22. April 1901 unterzeichneten der Gründer, Pfarrer Peter Herkenrath, und 52 Handwerksmeister das Gründungsprotokoll der „Handwerkerbank zu Bonn eGmbH“, am 17. Mai 1901 erfolgte die Eintragung ins Genossenschaftsregister. 1971 fusionierte sie mit der „Raiffeisenbank Bonn-Süd“, 1995 mit der „Raiffeisenbank Königswinter“ und der „Eitorfer Raiffeisenbank“, 1996 folgten die „Volksbank Hennef“, 1998 die „Raiffeisenbank Vorgebirge“ und 1999 die „Volksbank Siebengebirge“. Seit 1995 firmierte das Institut als „Volksbank Bonn Rhein-Sieg“. Bis 1999 schlossen sich drei weitere Volks- und Raiffeisenbanken an. Im Jahre 2001 bezog die Volksbank Bonn Rhein-Sieg eine neuerrichtete Zentrale im Bonner Ortsteil Hochkreuz. Im Juni 2017 wurde die Spar- und Darlehnskasse Aegidienberg eG auf die Volksbank Bonn Rhein-Sieg verschmolzen.
Im September 2016 begannen Fusionsverhandlungen zwischen beiden Instituten. Da die Volksbank Bonn Rhein-Sieg über mehr Grundeigentum als die Kölner Bank verfügte, einigte man sich auf eine Verschmelzung mit der Volksbank Bonn Rhein-Sieg als übernehmende Bank. Es gibt mit Köln und Bonn zwei Rechtssitze, der Vorstand sitzt in Köln. Die Verhandlungsergebnisse mündeten in Zustimmungsbeschlüsse der Vertreterversammlungen vom 29. Mai 2017 (Köln) und der Vertreterversammlung des übernehmenden Rechtsträgers vom 30. Mai 2017 (Bonn), der Verschmelzungsvertrag datierte vom 22. Juni 2017. Mit den Eintragungen in den Genossenschaftsregistern am 16. Juni 2017 (Bonn) und 28. August 2017 (Köln) ist die Verschmelzung konstitutiv vollzogen. 

## Organisationsstruktur
Die Volksbank Köln Bonn ist eine eingetragene Genossenschaft. Rechtsgrundlagen sind das Genossenschaftsgesetz und die von der Vertreterversammlung der Volksbank Köln Bonn eG erlassene Satzung. Organe der Bank sind der Vorstand, der Aufsichtsrat und die Vertreterversammlung. Die Vertreterversammlung besteht aus gewählten Mitgliedern der Bank, welche die anderen Mitglieder vertreten.
Die Volksbank Köln Bonn verfügt über 51 Geschäftsstellen (davon 25 SB-Filialen) und insgesamt 109 Geldautomaten im Geschäftsgebiet.

## Geschäftsausrichtung
Die Volksbank Köln Bonn betreibt als regionale Volksbank das Universalbankgeschäft für Privat- und Firmenkunden, letztere vorzugsweise zu den kleinen und mittleren Unternehmen gehörig. Neben dem klassischen Kredit- und Einlagengeschäft arbeitet sie im Verbundgeschäft mit der DZ Bank, der Bausparkasse Schwäbisch Hall, der R+V Versicherung, der Fondsgesellschaft Union Investment, der DZ PRIVATBANK, der DZ Hyp, der VR Smart Finanz und der VR Payment GmbH zusammen.

## Volksbank Köln Bonn eG in Zahlen
Die Volksbank Köln Bonn eG weist folgende betriebswirtschaftlichen Kennzahlen aus:
| Kennzahl                | 2022          | 2023          | 2024          |
| ----------------------- | ------------- | ------------- | ------------- |
| Kunden                  | 198.630       | 198.604       | 197.942       |
| Mitglieder              | 114.383       | 116.708       | 117.946       |
| Kundeneinlagen          | 5,00 Mrd. €   | 5,20 Mrd. €   | 5,40 Mrd. €   |
| Kundenkredite           | 4,20 Mrd. €   | 4,30 Mrd. €   | 4,50 Mrd. €   |
| Betreutes Kundenvolumen | 13,10 Mrd. €  | 13,80 Mrd. €  | 14,50 Mrd. €  |
| Bilanzsumme             | 6,20 Mrd. €   | 6,30 Mrd. €   | 6,60 Mrd. €   |
| Eigenmittel             | 553,50 Mio. € | 589,00 Mio. € | 632,50 Mio. € |
| Mitarbeiter             | 740           | 725           | 701           |
| Zweigstellen            | 60            | 52            | 51            |

## Engagement
Die Volksbank Köln Bonn engagiert sich für Köln/Bonn und die Menschen in der Region. 2024 wurden gesellschaftliche und gemeinnützige Projekte mit 965.815 Euro gefördert. Mit all zesamme betreibt die Bank eine Crowdfunding-Plattform. Bürger und Bank spenden hier gemeinsam für gemeinnützige Projekte in der Region. Über die bankeigene Stiftung „miteinanderfüreinander“ unterstützt die Bank förderungswürdige Projekte. Ziel der Stiftung ist es, in und für die Region aktiv „Hilfe zur Selbsthilfe“ zu leisten. Mit der Stiftung werden auch unverschuldet in Not geratene Mitglieder unterstützt.